# Kömürlü, Kağızman
Kömürlü là một xã thuộc huyện Kağızman, tỉnh Kars, Thổ Nhĩ Kỳ. Dân số thời điểm năm 2010 là 285 người.